# 앨프 클라우슨
앨프 클라우슨(영어: Alf Clausen, 1941년 3월 28일 ~ 2025년 5월 29일)은 미국의 작곡가이다. 심슨 가족 만화 시리즈의 작곡가로 잘 알려져 있다. 1990년도부터 2017년도까지 심슨 가족 578개의 에피소드 음악을 작곡했다.

## 내력
1960년대에 버클리 음악 대학을 졸업했으며 졸업 이후에 교수로도 재직하였다. 원래는 위스콘신 대학교 매디슨 음악 대학에서 재학하였으나 재즈에 반대하는 분위기가 싫어서 버클리 음악 대학으로 편입하였다고 한다. 에미상에 30차례 노미네이트되었으며 2차례 수상했다. 1996년도에 버클리 음악 대학에서 명예 박사 학위를 받았다. 심슨 가족 만화 시리즈 이외에도 30여편의 영화 음악을 작곡했다.